# شريان مستقيمي علوي
الشريان المستقيمي العلوي (بالإنجليزية: Superior rectal artery)‏ ويسمى أيضًا ( الشريان الباسوري العلوي) هو شريان ينزل في الحوض ليقوم بإمداد المستقيم بالدم.

## التكوين
الشريان المستقيمي العلوي هو امتداد للشريان المساريقي السفلي. ينزل الشريان إلى الحوض بين طبقات مساريق القولون السيني، ويقاطع الشريان الحرقفي الأصلي الأيسر، والوريد الحرقفي الأصلي الأيسر.
ينقسم الشريان أمام الفقرة العجزية الثالثة إلى فرعين، يقوم أي منهما بالنزول على جانبي المستقيم. على بعد 10 أو 12 سم من الشرج تقوم هذه التفرعات بالانقسام لتعطي مزيدًا من الفروع الصغيرة.
تقوم هذه التفرعات باختراق الطبقة العضلية للقولون وتعبر للأسفل على شكل أوعية مستقيمة، وتتموضع خلال مسافات منتظمة على جدار الأمعاء بين الطبقة العضلية والطبقة المخاطية إلى أن تصل لمستوى المصرة الشرجية الغائرة، وهنا تقوم هذه الأوعية بتكوين مجموعة من الحلقات حول الطرف السفلي للمستقيم، وتتصل مع الشريان المستقيمي الأوسط (ينشأ من الشريان الحرقفي الغائر) ومع الشريان المستقيمي السفلي (ينشأ من الشريان الفرجي الغائر).

## صور إضافية

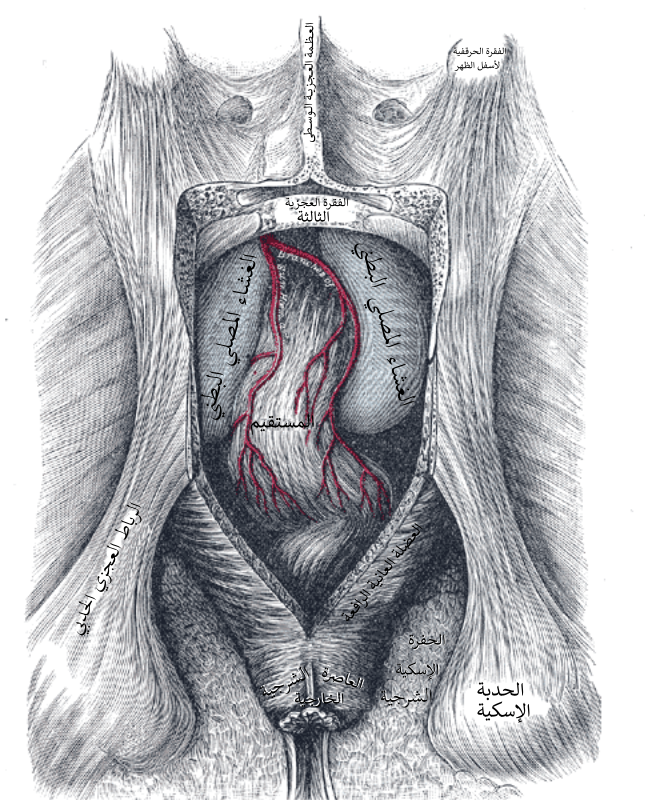
منظر خلفي للمستقيم، يتوضح بعد إزالة الجزء السفلي من العجز والعصعص.

## وصلات خارجية
- أشكال تشريح صني 39:02-06 - "تفرعات الشريان المساريقي السفلي."
- صور تشريحية:39:05-0112 في مركز داونستيت الطبي التابع لجامعة نيويورك - "الأمعاء والمعثكلة: تفرعات الشريان المساريقي السفلي"
- درسٌ تشريحي حول sup&infmesentericart مُعدٌ بواسطة ويسلي نورمان (جامعة جورجتاون).
- درسٌ تشريحي حول pelvis مُعدٌ بواسطة ويسلي نورمان (جامعة جورجتاون). (pelvicarteries)